# Próteus
Próteus – (latinsky Proteus) je v řecké mytologii mořský bůh, syn boha moří Poseidóna a mořské nymfy Náidy.
V mýtech se objevuje jenom jako stařec, nerudný a nevlídný. Byl neomylným věštcem, věštil však neochotně, spíše z donucení. Děsil svými mistrnými proměnami. Svému otci sloužil – pásl jeho stáda tuleňů. Sídlil na ostrově Faru.
Když se spartský král Meneláos vracel z trojské války, silné bouře ho svedly z cesty domů, těžce poničily jeho loďstvo, způsobily ztráty v řadách jeho bojovníků. Nakonec ho zahnaly do ústí Nilu, Meneláos bloudil Egyptem a Libyí. Dostal se zpět k ústí Nilu. Tam mu pomohla Eidothea, dcera boha Prótea. Poradila mu, jak Prótea přimět k věštbě ke zdárnému návratu domů. Meneláos překvapil Prótea v dřímotách, chytil ho a nepustil. Stařec se proměnil ve lva, v draka, v pardála, ve strašného kance. Potom ve vodu, v oheň i ve veliký strom. Znavený Próteus konečně na sebe vzal pravou stařeckou podobu a Meneláovi poradil.
Próteus měl se svou ženou Néreovnou Psamathé tři syny. Jmenovali se Theoklymenos, Polygonos a Télegonos. Mladíci však vyzvali k boji samotného největšího hrdinu Hérakla a ten je v pěstním zápase zabil.
Některé báje uvádějí, že Próteus byl nejdříve egyptským králem, až později se stal mořským bohem, jemuž Poseidón propůjčil věštecké umění a moudrost. O tom se však v egyptských bájích nic neuvádí.